# Persea bernardii
Persea bernardii är en lagerväxtart som beskrevs av Kopp. Persea bernardii ingår i släktet avokador, och familjen lagerväxter. Inga underarter finns listade i Catalogue of Life.